# Gabriel de Chamberet
Charles-Gabriel-Hypolite Tyrbas de Chamberet noto anche come Gabriel de Chamberet (Besançon, 27 settembre 1816 – Versailles, 20 ottobre 1880) è stato un generale francese.

## Biografia
Nato il 27 settembre 1816 a Besançon, Charles-Gabriel-Hypolite Tyrbas de Chamberet era il figlio terzogenito di Anne-Jean-Joseph Trybas de Chamberet (1768-1844), già capitano del genio, figlio dell'ex console di Limoges e fratello maggiore del medico militare Jean Baptiste Joseph Turbas de Chamberet. Sua madre era Marie-Charlotte de Montrichard.
Deciso a intraprendere la carriera militare, il 12 novembre 1834, Gabriel de Chamberet entrò all'École Polytechnique dalla quale uscì nel 1837 col grado di sottotenente, venendo destinato al 52° reggimento di linea, per poi entrare nello stato maggiore del reggimento l'anno successivo. Promosso tenente il 5 gennaio del 1840, raggiunse il grado di capitano nel luglio del 1843 e venne quindi nominato aiutante di campo del maresciallo Alexandre Pierre Moline de Saint-Yon. Questi fu anche suo testimone di nozze quando, il 10 ottobre 1844, sposò Élisa-Geneviève Prevost.
Il 22 aprile 1847, dopo diverse missioni in Algeria, il capitano de Chamberet ottenne la Legion d'onore, ottenendo la promozione ad ufficiale il 12 giugno 1845 ed infine la commenda il 24 dicembre 1869.
Nel gennaio del 1848 divenne aiutante di campo del maresciallo Guillaume Dode de la Brunerie e, dopo la morte di quest'ultimo, passò con lo stesso incarico al generale Rémi Joseph Isidore Exelmans, Gran Cancelliere della Legion d'Onore.
Promosso capo squadrone il 3 settembre 1852, venne quindi nominato aiutante di campo del maresciallo Philippe Antoine d'Ornano, governatore dell'Ospedale des Invalides, e poi nel marzo del 1854 con la stessa carica passò al maresciallo Jean Baptiste Philibert Vaillant, ministro della guerra.
Tra il 1855 e il 1877, Gabriel de Chamberet fu inoltre consigliere generale del dipartimento del Giura, eletto nel cantone di Nozeroy.
Promosso al grado di tenente colonnello il 14 marzo 1859, prese parte alla campagna d'Italia. Il suo cavallo fu ferito sul campo di battaglia di Solferino il 24 giugno 1859. Nel gennaio 1860, venne nominato quale ultimo aiutante di campo di Girolamo Bonaparte.
Nei primi mesi del 1860, il tenente colonnello de Chamberet venne nominato capo di stato maggiore delle divisioni di fanteria e cavalleria di stanza a Lione, Parigi e Lunéville. Nominato colonnello l'8 marzo 1865, fu trasferito su sua richiesta alla gendarmeria e da subito venne nominato comandante della 22^ legione di stanza a Nancy.
All'inizio della guerra franco-prussiana del 1870, comandò temporaneamente la divisione della Marna. Durante l'assedio di Parigi, assunse il comando di una brigata a Montrouge. L'8 dicembre fu promosso al grado di generale di brigata.
Dopo l'armistizio, il generale de Chamberet ottenne il comando del 7° settore di Parigi e poi la divisione dell'Eure-et-Loir e quella della Côte-d'Or.
Ispettore generale della Gendarmeria dal 1872 al 1878, venne posto in riserva per limiti di età, dall'11 novembre 1878. Venne quindi definitivamente pensionato con decreto del 7 gennaio 1879. Morì il 20 ottobre 1880 nella sua casa al n. 6 di Place Hoche, a Versailles.